# Administración de Parques Nacionales

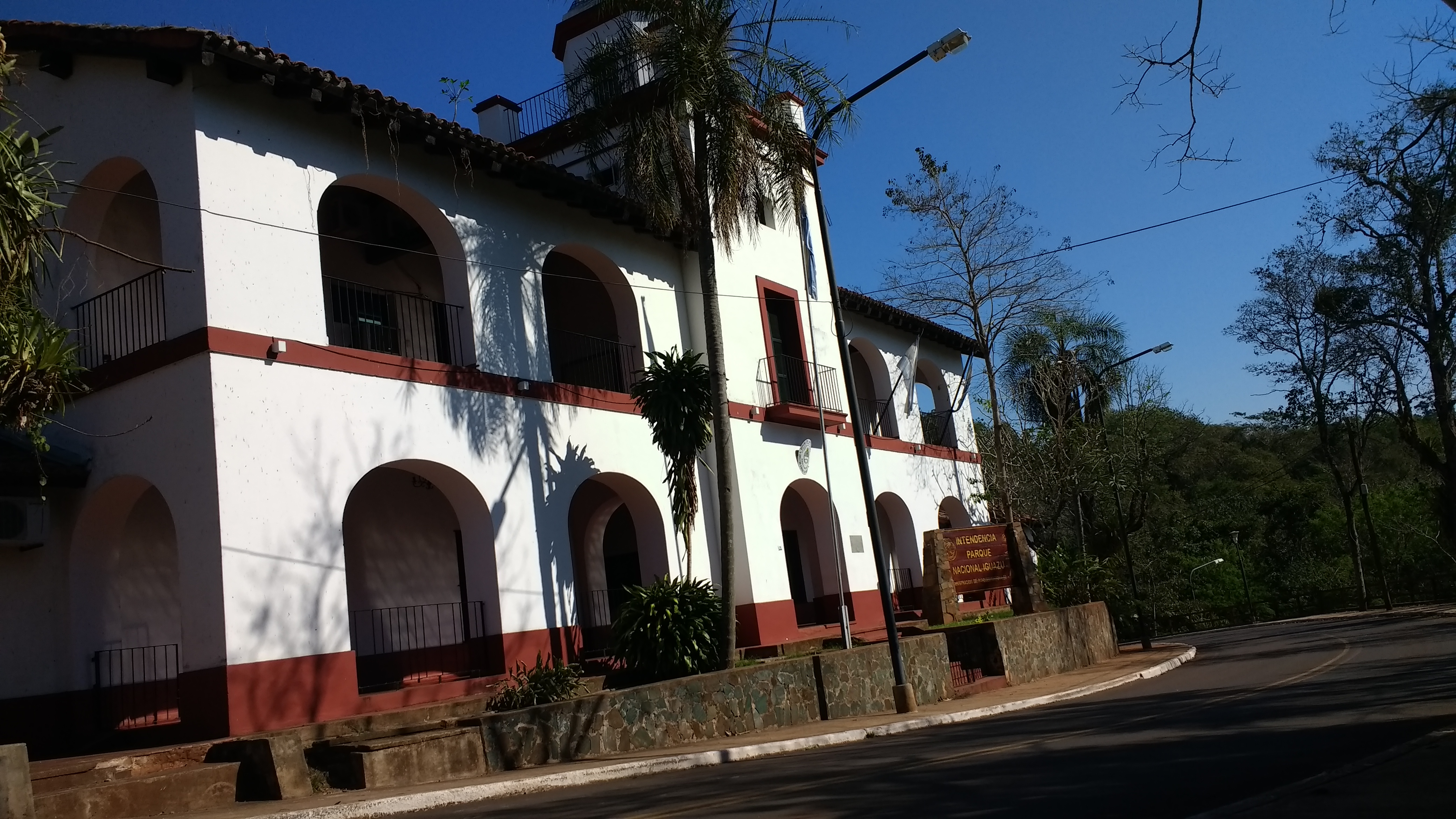
Intendencia del parque nacional Iguazú. Edificio construido en 1935 por el arquitecto Alejandro Bustillo. Declarado de Interés Histórico Cultural por ordenanza 21/09 del Concejo Deliberante de Iguazú.

La Administración de Parques Nacionales (APN) de Argentina es un organismo público encargado de mantener el Sistema Nacional de Áreas Protegidas, destinado a la conservación de la diversidad biológica y los recursos culturales del país. Orgánicamente depende de la Jefatura de Gabinete de Ministros de la Nación.
La APN controla 35 áreas, así como cuatro especies declaradas monumentos naturales: el huemul andino o taruca (Hippocamelus antisensis), el yaguareté (Panthera onca), el huemul (Hippocamelus bisulcus) y la ballena franca austral (Eubalaena australis).

## Historia

### Creación
La APN fue creada por ley n.º 12 103 sancionada el 29 de septiembre de 1934 con el nombre de Dirección de Parques Nacionales. Para su dirección la ley creó un directorio compuesto por un presidente designado con acuerdo del Senado y ocho directores nombrados por el Poder Ejecutivo. Juntamente con ella se creó el segundo parque nacional del país, el parque nacional Iguazú. El primero, el parque nacional del Sur, llamado luego Nahuel Huapi, había precedido a la APN por 12 años y había sido creado en el terreno anexo a las 7500 hectáreas donadas a la Nación en 1903 por Francisco Pascasio Moreno, junto al lago Nahuel Huapi en el territorio nacional del Río Negro. Exequiel Bustillo ejerció el cargo de presidente del directorio entre 1934 y 1944.
La política de conservación establecía la prohibición de la tala de árboles, de la caza de animales silvestres, la edificación, la alteración de los cursos de agua o cualquier otra acción que empañase la belleza natural de la región. El interés científico, con todo y estar presente, resultó secundario en la elección de los primeros emplazamientos de parques naturales, fundados en 1937 en paisajes de singular belleza: el Lanín, lago Puelo, Los Alerces, Perito Moreno y Los Glaciares.

### Período 1940-1960
Sólo a partir de la década de 1940 el interés turístico, que había dado lugar a la creación de villas de turismo en varios puntos anejos a los parques, daría lugar a investigaciones científicas, cuya prioridad fueron los estudios de la vegetación. La importancias de estos aportes al desarrollo de las ciencias naturales en el país motivó la erección de nuevos parques pensados como muestras representativas de la biodiversidad nacional: Laguna Blanca en 1940, El Rey en 1948, Río Pilcomayo en 1951, y Chaco en 1954, además del monumento natural Bosques Petrificados ese mismo año.
El decreto ley n.º 654/1958 transformó a la Dirección de Parques Nacionales en Dirección General de Parques Nacionales bajo dependencia del Ministerio de Agricultura y Ganadería de la Nación, compuesta por un directorio integrado por un presidente y seis vocales designados por el Poder Ejecutivo.

### Período 1960-1970
La tarea continuó en los años '60 con la creación de los parques nacionales Tierra del Fuego (1960) y El Palmar (1966). En 1967, la decisión de proporcionar fundamento científico a la estructura de parques llevó a la creación de la Escuela de Guardaparques Bernabé Méndez en las instalaciones del parque nacional Nahuel Huapi, la primera institución destinada a la formación de guardaparques en toda Latinoamérica. En 1968, se creó la reserva natural Formosa.
El decreto-ley n.º 18594 promulgado el 23 de febrero de 1970 reorganizó el sistema de áreas protegidas, distinguiendo de manera formal entre parques nacionales —áreas cuya conservación en estado natural se dictamina por su representatividad fitozoogeográfica e interés científico—, monumentos naturales —áreas, cosas o especies vivas de animales o plantas, cuyo valor estético, histórico o científico, las hace merecedoras de protección absoluta— y reservas nacionales —áreas que interesan para la conservación de sistemas ecológicos, sin la protección especial concedida a los parques nacionales. El decreto-ley transformó a la Dirección General de Parques Nacionales en Servicio Nacional de Parques Nacionales, presidido por un administrador nacional designado por el Poder Ejecutivo y bajo dependencia del Ministerio de Agricultura y Ganadería de la Nación. Esa década presenció la creación de los parques nacionales Los Arrayanes (1971), Baritú (1974), y Lihué Calel (1977). El interés científico y ecológico se complementó en estos años con desarrollos educativos, potenciando la creación de centros de interpretación y la formación de los visitantes.

### Décadas de 1980
La última modificación del régimen legal se produjo en 1980, con la promulgación de la ley n.º 22 351 de Parques Nacionales, Monumentos Naturales y Reservas Nacionales el 4 de noviembre de 1980. El Servicio Nacional de Parques Nacionales fue transformado en Administración de Parques Nacionales, continuando bajo dependencia de la Secretaría de Agricultura y Ganadería de la Nación. El directorio quedó conformado por un presidente, un vicepresidente y 4 vocales, todos designados por el Poder Ejecutivo. Se crearon el parque nacional Calilegua en 1980 y el monumento natural Laguna de los Pozuelos en 1981.
En 1985 comenzó la descentralización de la tarea de conservación, con el diseño de la Red Nacional de Cooperación Técnica en Áreas Protegidas, implementada al año siguiente, que funcionaría como instancia federal de coordinación y planificación para la red nacional de áreas protegidas, que abarca los parques provinciales al igual que los bajo la administración de la APN.

### Gobierno de Carlos Menem
En la década de 1990 se crearían los parques nacionales Sierra de las Quijadas y Predelta en 1991, Campo de los Alisos en 1995, Los Cardones y Quebrada del Condorito en 1996, Talampaya en 1997, San Guillermo en 1999, Mburucuyá y Copo en 2000. A estos se suman las reservas naturales estrictas —áreas de importancia por la excepcionalidad de sus ecosistemas, de sus comunidades naturales o de sus especies de flora y fauna, cuya protección se juzga necesaria para fines científicos de interés nacional, por lo que la interferencia humana se reduce a un mínimo— creadas en terrenos fiscales, Otamendi, San Antonio, Colonia Benítez y El Leoncito.
Desde fines de la década de 1990 el organismo está involucrado en el Plan Nacional de Manejo del Fuego.

### Gobierno de Cristina Fernández de Kirchner
El 8 de agosto de 2007, se suscribe un convenio entre el Estado Nacional y la provincia del Chubut para la creación del parque marino costero Patagonia Austral ubicado al norte del golfo San Jorge entre el cabo Dos Bahías y la isla Quintano, en la provincia del Chubut. Este convenio fue ratificado en diciembre de 2008 mediante la ley n.º 26 446/08. En 2009 fue creado bajo la Ley N.º 26 499 el parque nacional Campos del Tuyú, en el partido de General Lavalle, provincia de Buenos Aires, siendo el primer parque nacional de la provincia de Buenos Aires.
El 13 de diciembre de 2012 a través de la Ley n.º 26 817 fue creado el parque interjurisdiccional marino Makenke un área natural protegida de la provincia de Santa Cruz, con una superficie de 71 271 ha. Ese mismo mes se creó además el parque nacional Bosques Petrificados de Jaramillo ubicado al noreste de la provincia de Santa Cruz, en la Patagonia argentina y que cuenta con 61 228 ha.
El 24 de octubre de 2014, bajo la ley 26 996 se crea el parque nacional El Impenetrable, un área protegida situada en el centro-norte del país. Protege una muestra representativa del ambiente chaqueño del noroeste de la provincia del Chaco. Ese mismo año se creó el parque nacional Patagonia en el noroeste de la provincia de Santa Cruz y la reserva nacional Pizarro en la provincia de Salta, en el noroeste que protege una de las últimas muestras de la continuidad forestal longitudinal en la cual el bosque chaqueño occidental con una superficie de 7837 hectáreas.

### Gobierno de Mauricio Macri
En 2018 se crearon seis nuevas áreas protegidas en el país: parque nacional Traslasierra en la provincia de Córdoba, el parque nacional Aconquija en Tucumán, el parque nacional Ciervo de los Pantanos en la provincia de Buenos Aires, el parque nacional Iberá en Corrientes y las áreas marinas protegidas Yaganes [cita requerida]y Banco Burwood II.
Mediante el decreto 368/2019 se transfirió la potestad para “otorgar la concesión de espacios exclusivos dentro de áreas naturales protegidas para la realización de proyectos de inversión y explotación de servicios turísticos" de la APN a la Secretaría de Ambiente.
Asimismo, la Administración luego de haberse mudado varias veces de sede, a más de 25 años de que el histórico Palacio Haedo comenzara a quedar chico y bajo un fuerte proceso de deterioro, y luego de que la administración de Mauricio Macri alquilara un edificio perteneciente a la firma de Nicky Caputo sobre la Av. Pellegrini por 130 mil dólares mensuales.
En mayo de 2019 del gobierno autorizó la venta del edificio Ancón de la APN. A su vez se dispuso el alquiler de un inmueble en Carlos Pellegrini 657 por un valor de 130 mil dólares mensuales.

### Gobierno de Alberto Fernández
Durante el gobierno de Alberto Fernández se realizaron diversos cambios que dieron pie a un fuerte proceso de transformación de la administración, el Directorio de la administración definió incorporar a la Administración de Parques Nacionales al Consejo Interinstitucional de Ciencia y Tecnología, generando un enorme cambio en cuanto a la percepción y manejo de las áreas protegidas históricamente vinculadas a las actividades turísticas y expulsivas de sus pobladores. El directorio de parques resolvió, asumir un rol de "agencia de conservación", procurando superar un vacío conceptual que no daba respuestas a los desafíos de la conservación y el desarrollo sustentable. Proceso por el cual surgieron las primeras becas de investigación de doctorado y posdoctorado en conjunto con el Conicet en las áreas protegidas, así como también el proceso de reconocimiento de las poblaciones históricas que habitan dentro de los parques nacionales, y la regularización de los sistemas productivos internos en el marco del desarrollo sostenible. 
Asimismo, luego de más de 20 años de alquilar diferentes sedes administrativas para su casa central, y luego de la parcial solución brindada por la gestión 2015-2019 de alquilar un edificio perteneciente a la empresa de Nicolás Caputo al mercado privado por un valor de 130 mil dólares por mes el directorio de la Administración resolvió intermediar con la Agencia de Bienes del Estado para constituir su sede permanente y definitiva, evitando pagar alquileres en dólares. Fue así que en noviembre de 2020, la ABE dispuso la cesión del ex Hotel Majestic para que la APN constituya su sede permanente. Y a principios de noviembre de 2021 la Administración se mudó a su sede provisoria actual ubicada en Av. Rivadavia 1475 reduciendo el gasto en más de 100 000 dólares por mes.
En cuanto al manejo del fuego, el directorio de la administración también resolvió incorporar a los brigadistas de incendios bajo un convenio colectivo de trabajo, dado que estos, no disponían de ningún marco legal que les dé garantías de trabajo, ni reconocimiento del estado en su labor de combate contra los incendios. De esta manera, la planta completa de brigadistas pasó a ser parte de la planta del estado. Asimismo, en el manejo y prevención de incendios y manejo del fuego, el directorio de la administración resolvió establecer una novedosa estrategia que se aplica en el resto del mundo denominada como "Faros de Conservación" la cual implica la implantación de torres vigías con cámaras de sensibilidad térmica de amplia detección de focos de incendios, cuyo primer prueba piloto comenzó en el delta del río Paraná a raíz de los incendios ocurridos en las inmediaciones del municipio de Rosario.
Otro de los grandes cambios generados por el Directorio de la Administración, fue la tomar aplicación efectiva de la Ley 27.037 de Áreas Marinas Protegidas, promoviendo los planes de manejo de las áreas marinas, para lo cual se solicita al Instituto Nacional de Investigación Pesquera la sesión del Buque Oceanográfico Capitán Oca Balda que se encontraba en proceso de baja y desarmado, para poder ejercer, control, monitoreo y manejo de las AMP.
Asimismo, por parte del Cuerpo de Guardaparques Nacionales durante la gestión del Presidente Alberto Fernández se desarrolló la actualización y renovación del convenio colectivo marco de trabajo de los Guardaparques Nacionales, siendo que se utilizaba el que se suscribió en el año 1987 bajo la presidencia del Dr. Raúl Alfonsín.

### Gobierno de Javier Milei
Durante el gobierno de Javier Milei se implementó una política de regresión ambiental.Esto incluyó un recorte de al menos un 40% en el presupuesto de la Administración de Parques Nacionales y el nombramiento de Cristian Larsen, un abogado negacionista del cambio climático y sin ninguna experiencia relevante, como presidente de esta institución. La vicepresidenta Victoria Villarruel afirmó que los parques nacionales "son un curro". el 28 de mayo de 2025, Larsen renunció al cargo.

## Organización
Orgánicamente la APN tiene sede central en Buenos Aires. Tiene un directorio compuesto por un presidente, un vicepresidente (ambos deben ser de la APN) y cuatro vocales (dos por el Ministerio de Turismo de la Nación, uno por el Ministerio de Defensa de la Nación y uno por Ministerio del Interior de la Nación).
Está dividida en cuatro Direcciones Nacionales (Interior, General de Coordinación Administrativa, Conservación de Áreas Protegidas y Asuntos Jurídicos) y una Unidad de Auditoría Interna, a la vez cada Dirección Nacional cuenta con direcciones inferiores (1) Dirección Nacional de Interior: Dirección de Coordinación Operativa e Intendencias de cada área protegida - (2) Dirección General de Coordinación Administrativa: Dirección de Administración, Dirección de Recursos Humanos y Capacitación, Dirección de Obras e Inversión Pública, Dirección de Aprovechamiento de Recursos - (3) Dirección Nacional de Conservación de Áreas Protegidas: Dirección de Conservación y Manejo, Dirección de Interpretación y Extensión Ambiental, (4) Delegaciones Regionales (Noroeste, Noreste, Centro y Patagonia) y un Coordinación Regional Patagonia Austral).

## Directorio de la Administración de Parques Nacionales
| 1934-1944                                      |                                        |
| Dr. Exequiel Bustillo                          |                                        |
| General Alonso Baldrich                        |                                        |
| —                                              | —                                      |
| —                                              | —                                      |
| —                                              | —                                      |
| —                                              | —                                      |
| 2                                              |                                        |
| 1945-1951                                      |                                        |
| Coronel Napoleón H. Irusta                     |                                        |
| —                                              |                                        |
| —                                              | —                                      |
| —                                              | —                                      |
| —                                              | —                                      |
| —                                              | —                                      |
| 3                                              |                                        |
| 1951-1952                                      |                                        |
| Coronel Agustín Emilio Ramírez                 |                                        |
| —                                              |                                        |
| —                                              | —                                      |
| —                                              | —                                      |
| —                                              | —                                      |
| —                                              | —                                      |
| 4                                              |                                        |
| 1952-1953                                      |                                        |
| Contador Heraldo G. Garcia Borgonovo           |                                        |
| —                                              |                                        |
| —                                              | —                                      |
| —                                              | —                                      |
| —                                              | —                                      |
| —                                              | —                                      |
| 5                                              |                                        |
| 1953-1955                                      |                                        |
| Ing. Agrónomo Lucas Tortorelli                 |                                        |
| —                                              |                                        |
| —                                              | —                                      |
| —                                              | —                                      |
| —                                              | —                                      |
| —                                              | —                                      |
| 6                                              |                                        |
| 1956-1958                                      |                                        |
| Dr. Luis Ortiz Basualdo                        |                                        |
| —                                              |                                        |
| —                                              | —                                      |
| —                                              | —                                      |
| —                                              | —                                      |
| —                                              | —                                      |
| 7                                              |                                        |
| 1958-1960                                      |                                        |
| Ing. Agrónomo Lucas Tortorelli                 |                                        |
| —                                              |                                        |
| —                                              | —                                      |
| —                                              | —                                      |
| —                                              | —                                      |
| —                                              | —                                      |
| 8                                              |                                        |
| 1960-1962                                      |                                        |
| Dr. Marcos Sastre                              |                                        |
| —                                              |                                        |
| —                                              | —                                      |
| —                                              | —                                      |
| —                                              | —                                      |
| —                                              | —                                      |
| 9                                              |                                        |
| 1962-1963                                      |                                        |
| Ing. Agrónomo Oscar Arce                       |                                        |
| —                                              |                                        |
| —                                              | —                                      |
| —                                              | —                                      |
| —                                              | —                                      |
| —                                              | —                                      |
| 10                                             |                                        |
| 1963-1966                                      |                                        |
| Ing. Agrónomo Andrés Biaggini                  |                                        |
| —                                              |                                        |
| —                                              | —                                      |
| —                                              | —                                      |
| —                                              | —                                      |
| —                                              | —                                      |
| 11                                             |                                        |
| 1966-1968                                      |                                        |
| Arq. Alberto Mendoza Paz                       |                                        |
| —                                              |                                        |
| —                                              | —                                      |
| —                                              | —                                      |
| —                                              | —                                      |
| —                                              | —                                      |
| 12                                             |                                        |
| 1968-1969                                      |                                        |
| Dr. Teodosio César Brea                        |                                        |
| —                                              |                                        |
| —                                              | —                                      |
| —                                              | —                                      |
| —                                              | —                                      |
| —                                              | —                                      |
| 13                                             |                                        |
| 1969-1971                                      |                                        |
| Ing. Agrónomo N. Constantino                   |                                        |
| —                                              |                                        |
| —                                              | —                                      |
| —                                              | —                                      |
| —                                              | —                                      |
| —                                              | —                                      |
| 14                                             |                                        |
| 1971-1973                                      |                                        |
| Sr. Raul H. Sosa                               |                                        |
| —                                              |                                        |
| —                                              | —                                      |
| —                                              | —                                      |
| —                                              | —                                      |
| —                                              | —                                      |
| 15                                             |                                        |
| 1973                                           |                                        |
| Ing. Agrónomo Jorge. J Garcia                  |                                        |
| —                                              |                                        |
| —                                              | —                                      |
| —                                              | —                                      |
| —                                              | —                                      |
| —                                              | —                                      |
| 16                                             |                                        |
| 1973-1976                                      |                                        |
| Escribano Carlos A. Hogan                      |                                        |
| —                                              |                                        |
| —                                              | —                                      |
| —                                              | —                                      |
| —                                              | —                                      |
| —                                              | —                                      |
| 17                                             |                                        |
| 1976-1981                                      |                                        |
| Dr. Felipe Renouard Larriviere                 |                                        |
| —                                              |                                        |
| —                                              | —                                      |
| —                                              | —                                      |
| —                                              | —                                      |
| —                                              | —                                      |
| 18                                             |                                        |
| 1981-1982                                      |                                        |
| Carlos Julio Thays                             |                                        |
| —                                              |                                        |
| —                                              | —                                      |
| —                                              | —                                      |
| —                                              | —                                      |
| —                                              | —                                      |
| 19                                             |                                        |
| 1982-1983                                      |                                        |
| Francisco Erize (conservacionista)             |                                        |
| —                                              |                                        |
| —                                              | —                                      |
| —                                              | —                                      |
| —                                              | —                                      |
| —                                              | —                                      |
| 20                                             |                                        |
| 1983-1989                                      |                                        |
| Dr. Jorge Morello                              |                                        |
| Arq. Luis Giudice                              |                                        |
| —                                              | Dr. Adolfo Castillo                    |
| —                                              | Ing. Jorge Samuel Molina               |
| —                                              | Dr. Wence Julio Steger                 |
| —                                              | Ing. Civil y Agrimensor Silvio Tosello |
| 21                                             |                                        |
| 1989-1992                                      |                                        |
| Jorge Ahumedes                                 |                                        |
| —                                              |                                        |
| —                                              | —                                      |
| —                                              | —                                      |
| —                                              | —                                      |
| —                                              | —                                      |
| 22                                             |                                        |
| 1992-1993                                      |                                        |
| Alberto Pawly                                  |                                        |
| —                                              |                                        |
| —                                              | —                                      |
| —                                              | —                                      |
| —                                              | —                                      |
| —                                              | —                                      |
| 23                                             |                                        |
| 1993-2000                                      |                                        |
| Dr. Felipe Renouard Larriviere                 |                                        |
| —                                              |                                        |
| —                                              | —                                      |
| —                                              | —                                      |
| —                                              | —                                      |
| —                                              | —                                      |
| —                                              |                                        |
| 2000-2001                                      |                                        |
| Ing. Hernán Lombardi (interventor)             |                                        |
| —                                              |                                        |
| —                                              | —                                      |
| —                                              | —                                      |
| —                                              | —                                      |
| —                                              | —                                      |
| 24                                             |                                        |
| 2002-2003                                      |                                        |
| Dr. Marcelo López Alfonsin                     |                                        |
| Guardaparque Salvador Vellido                  |                                        |
| —                                              | Ing. Marcos Martinez                   |
| —                                              | Licenciada Teresita Pelaes             |
| —                                              | —                                      |
| —                                              | —                                      |
| 25                                             |                                        |
| 2003                                           |                                        |
| Ing. Agrónomo Luis Alberto Rey                 |                                        |
| Oscar Jose Vacca                               |                                        |
| —                                              | Alberto Eduardo Elizondo               |
| —                                              | Gpque. Néstor Walter Sucunza           |
| —                                              | Ing. Marcos Martínez                   |
| —                                              | —                                      |
| 26                                             |                                        |
| 2003                                           |                                        |
| Lic. Sergio Eduardo Zaragoza                   |                                        |
| —                                              |                                        |
| —                                              | —                                      |
| —                                              | —                                      |
| —                                              | —                                      |
| —                                              | —                                      |
| 27                                             |                                        |
| 2003-2009                                      |                                        |
| Ing. Agrónomo Héctor Espina                    |                                        |
| Sr. Juan Carlos Garitano                       |                                        |
| Ministerio de Defensa                          | Ing. Agrónomo Alberto Torres           |
| Ministerio del Interior                        | Bruno Carpinetti                       |
| Secretaría de Turismo                          | Dra. Patricia Gandini                  |
| Secretaría de Turismo                          | Sr. Raúl Chiesa                        |
| 28                                             |                                        |
| 2009-2014                                      |                                        |
| Dra. Patricia Gandini                          |                                        |
| Jorge Bernard                                  |                                        |
| Ministerio de Interior y Transporte            | Lic. Liliana Scioli                    |
| Secretaría de Turismo                          | Arq. Marta Delucchi                    |
| Secretaría de Turismo                          | Sr. Raúl Chiesa                        |
| Ministerio de Defensa                          | Lic. María Cristina Armatta            |
| 29                                             |                                        |
| 2014-2015                                      |                                        |
| Guardaparque Carlos Corvalán                   |                                        |
| Guardaparque Daniel Ramos                      |                                        |
| —                                              | Darío Cervini                          |
| Ministerio de Defensa                          | Paola Gross                            |
| Ministerio de Interior y Transporte            | Lic. Liliana Scioli                    |
| Ministerio de Turismo                          | Adrián Stur                            |
| 30                                             |                                        |
| 2015-2019                                      |                                        |
| Sr. Eugenio Breard                             |                                        |
| Sr. Emiliano Ezcurra                           |                                        |
| Ministerio de Ambiente                         | Pablo Galli Villafañe                  |
| Ministerio de Defensa                          | Arq. Gerardo Bianchi                   |
| Ministerio de Interior                         | Mariano Florencio Grondona             |
| Ministerio de Turismo                          | Lic. Roberto Brea                      |
| 31                                             |                                        |
| 2019-2021                                      |                                        |
| Ing. Agrónomo Daniel Somma                     |                                        |
| Lic. Andrea Suárez                             |                                        |
| Ministerio de Ambiente y Desarrollo Sostenible | Ing. Agrónomo Claudio D. González      |
| Ministerio de Defensa                          | Sr. Eugenio Magliocca                  |
| Ministerio de Turismo y Deporte                | Sr. Francisco González Taboas          |
| Ministerio del Interior                        | Guardaparque Carlos Corvalán           |
| 32                                             |                                        |
| 2021-2022                                      |                                        |
| Ab. Lautaro Erratchu                           |                                        |
| Lic. Natalia Jauri                             |                                        |
| Ministerio de Ambiente y Desarrollo Sostenible | Ing. Agrónomo Claudio D. González      |
| Ministerio de Defensa                          | Sr. Eugenio Magliocca                  |
| Ministerio de Turismo y Deporte                | Sr. Francisco González Taboas          |
| Ministerio del Interior                        | Guardaparque Carlos Corvalán           |
| 33                                             |                                        |
| 2022-2023                                      |                                        |
| Ab. Federico Granato                           |                                        |
| Lic. Natalia Jauri                             |                                        |
| Ministerio de Ambiente y Desarrollo Sostenible | Ing. Agrónomo Claudio D. González      |
| Ministerio de Defensa                          | Sra. Virginia Gassibe                  |
| Ministerio de Turismo y Deporte                | Sr. Francisco González Taboas          |
| Ministerio del Interior                        | Guardaparque Carlos Corvalán           |
| 34                                             |                                        |
| 2024-2025                                      |                                        |
| Ab. Cristian Larsen                            |                                        |
| Marcelo Forgione                               |                                        |
| Ministerio de Defensa                          | Ing. Agrónomo Walter Scibilia          |
| Ministerio de Interior                         | Ab. Nahuel Celerier                    |
| Ministerio del Interior                        | Ing. Ambiental María Victoria Haure    |
| Ministerio del Interior                        | Ab. Guillermo Díaz Cornejo             |
| 35                                             |                                        |
| 2025-2027                                      |                                        |
| Arq. Sergio Alvarez                            |                                        |
| Marcelo Forgione                               |                                        |
| Ministerio de Defensa                          | Ing. Agrónomo Walter Scibilia          |
| Ministerio de Interior                         | Ab. Ricardo Botana                     |
| Ministerio del Interior                        | Ing. Ambiental María Victoria Haure    |
| Ministerio del Interior                        | Ab. Guillermo Díaz Cornejo             |